# Idiopsar
Idiopsar es un género de aves paseriformes de la familia Thraupidae. Sus cuatro especies habitan estepas y matorrales desérticos de altura en regiones andinas y puneñas del centro-oeste de Sudamérica y son denominadas comúnmente yales, diucas, comesebos, cometocinos, fringilos, chanchitos, entre otros.

## Taxonomía

### Descripción original
Este género fue descrito originalmente en el año 1867 por el ornitólogo y algólogo estadounidense John Cassin.

### Etimología
Etimológicamente el término Idiopsar se construye con palabras en el idioma griego, en donde: idios significa ‘singular’, ‘extraño’ y psar es el nombre del ‘estornino’.

### Historia taxonómica y relaciones filogenéticas
El presente género estuvo anteriormente incluido en la familia Emberizidae, pero fue transferido para Thraupidae, junto a numerosos otros géneros, siguiendo la aprobación de la Propuesta N° 512 al Comité de Clasificación de Sudamérica (SACC) en noviembre de 2011, con base en diversos y robustos estudios genéticos.
Idiopsar fue tradicionalmente tratado como un género monotípico (el correspondiente a I. brachyurus), hasta que en los años 2010, publicaciones de filogenias completas de grandes conjuntos de especies de la familia Thraupidae basadas en muestreos genéticos, que incluyeron varios marcadores mitocondriales y nucleares, permitieron comprobar que esa especie formaba un clado con otras tres, las entonces denominadas Phrygilus dorsalis, Phrygilus erythronotus y Diuca speculifera con las cuales además compartía rasgos cromáticos, morfológicos y similitudes distribucionales y ambientales.
Con base en estos resultados, Burns et al. (2016) propusieron nuevos géneros Ephippiospingus para P. dorsalis y P. erythronotus, y  Chionodacryon para D. speculifera. Esta fue la solución adoptada por Aves del Mundo (HBW) y Birdlife International (BLI). Sin embargo, el SACC en la Propuesta N° 730 parte 16 prefirió agruparlas en el presente género, dadas las similitudes ya señaladas. Esta posición fue seguida por el Congreso Ornitológico Internacional (IOC) y Clements checklist/eBird, con lo cual los dos nuevos géneros propuestos se vuelven sinónimos del presente.
Los amplios estudios filogenéticos recientes demuestran que el presente género es pariente próximo de Xenodacnis, y el clado formado por ambos es próximo de un clado integrado por Geospizopsis, Haplospiza y Acanthidops, todos en una gran subfamilia Diglossinae.

## Lista de especies
Según las clasificaciones del IOC y Clements Checklist/eBird, el género agrupa a las siguientes especies con el respectivo nombre popular de acuerdo con la Sociedad Española de Ornitología (SEO):
| Imagen | Nombre científico     | Autor                          | Nombre común    | EC (*) |
| ------ | --------------------- | ------------------------------ | --------------- | ------ |
|        | Idiopsar dorsalis     | (Cabanis, 1883)                | yal dorsirrojo  | LC     |
|        | Idiopsar erythronotus | (Philippi & Landbeck, 1861)    | yal gorjiblanco | LC     |
|        | Idiopsar brachyurus   | Cassin, 1867                   | yal colicorto   | LC     |
|        | Idiopsar speculifer   | (Lafresnaye & d'Orbigny, 1837) | diuca aliblanca | LC     |

(*) Estado de conservación

## Características
Idiopsar incluye aves de color mayormente gris, al que se le puede agregar partes blancas ventralmente y/o canelas dorsalmente. El pico es fuerte, siendo bastante largo en algunas especies. 

## Distribución y hábitat
Las especies de Idiopsar se distribuyen en regiones altiplánicas del Perú, nordeste de Chile, oeste de Bolivia y el noroeste de la Argentina. Habitan en estepas arbustivas semiáridas de la cordillera de los Andes, en quebradas y mesetas rocosas prepuneñas y puneñas, en altitudes siempre superiores a los 2000 m s. n. m..